# Der Aufenthalt
Der Aufenthalt è un film di Frank Beyer del 1983.